# توم أردن
ديفيد رين واسمه القلمي توم أردن (بالإنجليزية: Tom Arden)‏ ‏(1961 - 15 ديسمبر 2015) في ماونت غامبر في أستراليا) هو كاتب أدب خيالي أسترالي.
ألف أردن أول أقصوصة له «هروب القمر» وهو في سن السابعة متأثرا برواية «جزيرة الكنز» لستيفنسون. درس الأدب الإنجليزي في جامعة أديليد. وقام بالتدريس في جامعة كوينز في بلفاست بين عامي 1990 و1998، في موضوع الأدب الإنجليزي في القرنين الثامن عشر والتاسع عشر. وقد شكل ولعه بالتاريخ الأدبي إلهاما دائما له في رواياته. وبعد عام 1998 تفرغ للكتابة الأدبية.
أما أكبر نجاح له فقد حققه بروايته ذات العشرة أجزاء «دائرة الأوركون» Der Kreis des Orokon وهي رواية ذات موضوع خيالي، نشر أجزاءها بين عامي 1997 و2003. وفي عام 2002 نشر رواية «الظل الأسود».

## وصلات خارجية
- توم أردن  على قاعدة بيانات الخيال التأملي على الإنترنت